# ژول سیدنی
ژول سیدنی (انگلیسی: Jules Sedney؛ ۲۸ سپتامبر ۱۹۲۲ – ۱۸ ژوئن ۲۰۲۰) یک سیاست‌مدار اهل سورینام بود. وی از ۲۰ نوامبر ۱۹۶۹ تا ۲۴ دسامبر ۱۹۷۳ نخست‌وزیر این کشور بود.
ژول سیدنی در ۱۸ ژوئن ۲۰۲۰، در سن ۹۷ سالگی درگذشت.